# Лара Аклоук
Лара Аклоук (2 серпня 2002) — йорданська плавчиня. Учасниця Чемпіонату світу з водних видів спорту 2017, де в попередніх запливах на дистанції 200 метрів батерфляєм посіла 34-те місце і не потрапила до півфіналів.